# 暗闇心中相思相愛
「暗闇心中相思相愛」（くらやみしんちゅうそうしそうあい）は、2009年8月26日にスターチャイルドから発売されたシングル。

## 概要
タイアップ作品は、テレビアニメ『さよなら絶望先生』シリーズ第三期目に当たる。歌は同作品の主要キャラクターを演じる神谷浩史（糸色望 役）、小林ゆう（木村カエレ 役）の2人。
ジャケットとスリーブケースは『懺・さよなら絶望先生』キャラクターデザイン守岡英行による書き下ろしイラスト。初回製造分には、中村明日美子による『懺・さよなら絶望先生』第三話エンドカードが同梱されている。

## 収録曲
1. 暗闇心中相思相愛 [4:00] 
歌：糸色望（神谷浩史）
作詞：只野菜摘、作曲・編曲：川田瑠夏
  - テレビアニメ『懺・さよなら絶望先生』第2弾エンディングテーマ
2. プライベイトレッスン [3:40] 
歌：木村カエレ（小林ゆう）
作詞：こだまさおり、作曲・編曲：河合英嗣
  - テレビアニメ『懺・さよなら絶望先生』挿入歌
3. 暗闇心中相思相愛（歌無し）
4. プライベイトレッスン（歌無し）